# Kutchum

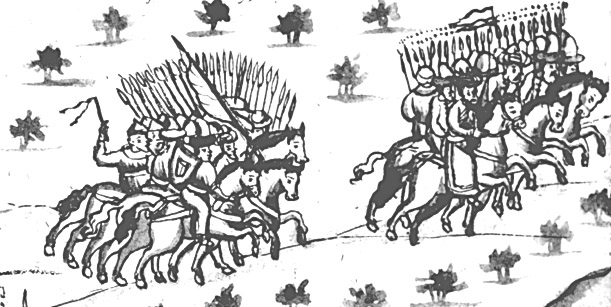
Gravura do exército de Ermak Timofeevitch expulsando o exército de Kutchum de Sibir

Kutchum (em russo:  Кучум; em tártaro do Volga: Күчүм, Küçüm; em tártaro da Sibéria: Көцөм, Kötsöm; c. 1510 - 1601) foi o último cã da Sibéria.

## Biografia
Abul Gazi Badur, cã de Quiva, em sua Genealogia dos Turcos, descreve Kutchum como filho do cã Murtaza, e portanto membro da dinastia xaibânida, descendente de Gengis Cã através de seu filho Jochi. Provavelmente nasceu na década de 1510, na costa norte do Mar de Aral. No contexto das constantes guerras pelo controle do canato da Sibéria, Kutchum chegou ao poder por volta de 1555, derrotando a dinastia rival taibúgida por volta de 1566 e tomando controle de Sibir com uma horda cazaque, após eliminar os soberanos locais vassalos do Império Russo, que as crônicas discordam se haveria sido Seidiak (que teria fugido para Bucara) ou seu pai Ediger com seu tio Bekbulat (que teriam sido mortos por Kutchum, em vingança por sua dinastia ter matado seu avô). A derrota dos taibúgidas causou tensões com o Império Russo, visto que Kutchum se negava a continuar o laço de vassalagem.
Kutchum é conhecido por ter definitivamente introduzido a fé islâmica na Sibéria, que fora perseguida quando antes representada por poucos xeiques missionários, convertendo-se e buscando introduzir a nova fé entre os nativos siberianos, as crônicas atribuindo a atividade missionária à importação de clérigos do Canato de Cazã. A princípio, os pagãos pagaram a jizia devida sem resistência, mas quando Kutchum buscou introduzir a fé e costumes como a circuncisão à força, muitos chegaram a ser mortos.
Kutchum foi derrotado pelas tropas cossacas de Ermak Timofeevitch, financiadas pela família Stroganov, em uma batalha às margens do rio Tobol e perto de Sibir em 1582. O cã e seus súditos fugiram para as estepes, e resistiram até 1598, quando um exército misto de russos e tártaros matou a maior parte da guarda de Kutchum e mesmo alguns membros de sua família, enquanto o próprio fugiu para o rio Ob. Provavelmente morreu em 1601, na depressão de Tengiz-Kurgaldjinskaia, no atual Cazaquistão.